# Pękanino (gromada)
Pękanino (do 30 XII 1971 Sieciemin) – dawna gromada, czyli najmniejsza jednostka podziału terytorialnego Polskiej Rzeczypospolitej Ludowej w latach 1954–1972.
Gromady, z gromadzkimi radami narodowymi (GRN) jako organami władzy najniższego stopnia na wsi, funkcjonowały od reformy reorganizującej administrację wiejską przeprowadzonej jesienią 1954 do momentu ich zniesienia z dniem 1 stycznia 1973, tym samym wypierając organizację gminną w latach 1954–1972.
Gromadę Pękanino z siedzibą GRN w Pękaninie utworzono 31 grudnia 1971 w powiecie sławieńskim w woj. koszalińskim w związku z przeniesieniem siedziby GRN gromady Sieciemin z Sieciemina do Pękanina i zmianą nazwy jednostki na gromada Pękanino.
Gromada przetrwała do końca 1972 roku, czyli do kolejnej reformy gminnej.